# Kulere (peuple)
Pour les articles homonymes, voir Kulere.

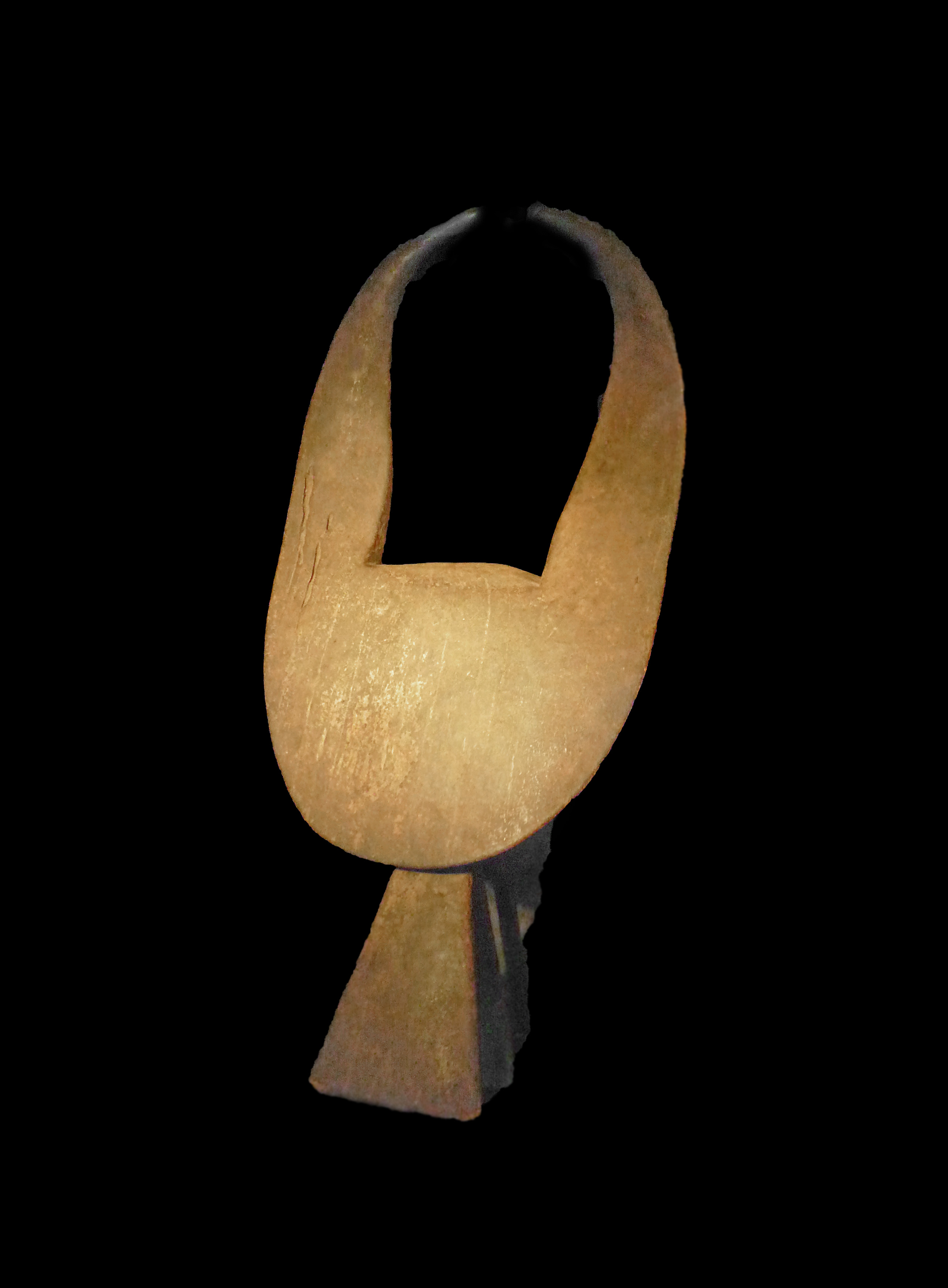
Masque-buffle nain (« petit » Mangam), Kantana ou Kulere

Les Kulere sont une population d'Afrique de l'Ouest vivant au Nigeria, au sud du plateau de Jos, dans la moyenne vallée de la Bénoué. On les considère parfois comme un sous-groupe des Ron.

## Ethnonymie
Selon les sources et le contexte, on observe d'autres formes : Korom, Tof, Kuo ou même Ruon. 

## Langue
Leur langue est le kulere, une langue tchadique, dont le nombre de locuteurs était estimé à 15 600 en 1990. 

## Histoire
De nombreux anthropologues se sont longtemps questionnés sur l'absence de traces ou de mythes oraux relatifs à l'histoire de cette population, ainsi que sur la pluralité de noms qu'on leur donne. Eux mêmes n'ont pas réellement de préférence. Les dernières études avancent une idée originale, les Kulere ne se considèrent pas comme faisant partie de la Terre, ils ne viennent pas d'ici et ne resteront pas ici, alors peu importe comment on les appelle ou bien encore les traces qu'ils laisseront sur Terre, ils ne sont que de passage. 

## Culture
Les masques horizontaux stylisés des Kulere, que l'on retrouve également chez leurs voisins, les Goemai, les Kantana ou les Nungu, sont l'une des formes les plus caractéristiques de l'art de la moyenne Bénoué.